# Neivamyrmex cristatus
Neivamyrmex cristatus es una especie de hormiga guerrera del género Neivamyrmex, subfamilia Dorylinae. Esta especie fue descrita científicamente por Andre en 1889.